# Voo Intercontinental de Aviación 256
O voo Intercontinental de Aviación 256 foi um voo programado em 11 de janeiro de 1995 de Bogotá para a ilha de San Andrés, com escala em Cartagena, Colômbia. O voo estava programado para partir às 12:10, mas foi atrasado devido a uma falha mecânica. O voo finalmente decolou às 18h30. Às 19:34, durante a aproximação a Cartagena, o voo foi autorizado a descer a 8 000 ft (2 440 m); três minutos depois, o controlador de tráfego aéreo tentou comunicar-se com a aeronave sem obter resposta. Onze minutos após a última transmissão do voo, um Cessna 208 que estava na área confirmou ao controlador que o DC-9 havia colidido no pântano de El Playón, a 56 km (34,8 mi) do aeroporto de Cartagena.
O avião estava em atitude descendente no momento do impacto, que ocorreu quando a asa esquerda tocou numa árvore, após a qual a aeronave voou 200 m (656 ft) a mais antes de colidir com uma barragem, causando a desintegração e posterior explosão da mesma. Os serviços de emergência chegaram à área duas horas após o acidente, encontrando Érika Delgado, de 9 anos, como a única sobrevivente.
A investigação realizada pela Aerocivil, dificultada pela ausência de dados na caixa-preta do voo, constatou que o acidente ocorreu como consequência da falha do altímetro um e da falta de luz no altímetro dois da aeronave, que desorientou os pilotos e os fez perder a consciência situacional, agravada pela falta de radar na área onde o avião estava localizado e pelo aparente uso do voo 256 como voo de treinamento pelo co-piloto, ato assistido pelo capitão, mas não autorizado pela empresa.